# Cystine
La cystine est un composé organique formé par deux monomères de cystéine, un acide aminé protéinogène, liés par un pont disulfure, appelé dans ce cas pont cystine.
La cystine peut être responsable de la formation de calculs rénaux, notamment chez les personnes atteintes de cystinurie. Dans la bouche, la cystine provoque l'halitose (mauvaise haleine), comme les autres acides aminés soufrés (cystéine et méthionine).

## Découverte et rôle de la cystine dans l'organisme
La cystine, présente à l'état naturel, a été découverte en 1810 par William Hyde Wollaston sous forme d'"oxyde cystique" dans des calculs vésicaux, et ce n'est que 74 ans plus tard que la cystéine monomère a été découverte. Cet acide aminé soufré se trouve également en forte concentration, lié de manière peptidique, dans les cellules du système immunitaire, de la peau et en particulier des cheveux.
Ainsi, les kératines, les protéines fibreuses de la substance cornée, des cheveux, des soies ou des plumes, contiennent environ 11 % de L-cystine.Elle se forme par la formation de ponts disulfures entre les chaînes latérales de L-cystéine dans différents segments de protéines. 

Les calculs rénaux sont constitués de L-cystine[réf. nécessaire].

## Rôle thérapeutique
Associée à la vitamine B6 dans un médicament, la cystine est utilisée pour favoriser un développement normal des cheveux et des ongles[réf. nécessaire]. 